# Salita al Calvario (Tintoretto)
La Salita al Calvario è un dipinto del pittore veneziano Tintoretto realizzato circa nel 1565-1567 e conservato nella Scuola Grande di San Rocco a Venezia.

## Storia
È uno dei dipinti situati nella Scuola Grande di San Rocco nella sala dell'Albergo. Tintoretto dopo aver ricevuto l'incarico di decorare la sede della confraternita raffigurata sulle pareti della scena del martirio di Cristo. Ha creato delle opere: Cristo davanti a Pilato, l'Ecce Homo, Salita al Calvario, la Crocifissione e  nel soffitto San Rocco in Gloria.

## Descrizione
Per presentare la scena della strada per il Calvario, Tintoretto, scelse la prospettiva dal basso. Grazie ad essa possiamo vedere una strada molto ripida che sale ad angolo acuto. Nella parte superiore della foto puoi vedere Gesù barcollare sotto il peso della croce. Una corda è visibile sul suo collo, tirata da uno dei soldati. Questo è un motivo molto raro non trovato in precedenza nell'iconografia cristiana. Il sangue scorre dalla fronte di Cristo da sotto la corona di spine. Sotto ci sono altri due personaggi che portano le loro croci. Sono ladri che saranno successivamente crocifissi con Gesù. Lo stadio superiore, a differenza di quello inferiore, è inondato di luce intensa.